# Hedysarum songoricum
Hedysarum songoricum är en ärtväxtart som beskrevs av August Gustav Heinrich von Bongard. Hedysarum songoricum ingår i släktet buskväpplingar, och familjen ärtväxter. Inga underarter finns listade i Catalogue of Life.